# Vzpírání na Letních olympijských hrách 2024
Vzpěračské soutěže na Letních olympijských hrách 2024 v Paříži se konaly od 7. do 11. srpna 2024.

## Medailisté

### Muži
| Kategorie | Zlato                              | výsledek | Stříbro                             | výsledek | Bronz                                                     | výsledek |
| 61 kg     | Li Fa-pin · Čína (CHN)             | 310 kg   | Theerapong Silachai · Thajsko (THA) | 303 kg   | Hampton Morris · Spojené státy americké (USA)             | 298 kg   |
| 73 kg     | Rizki Juniansyah · Indonésie (INA) | 354 kg   | Weeraphon Wichuma · Thajsko (THA)   | 346 kg   | Božidar Andrejev · Bulharsko (BUL)                        | 344 kg   |
| 89 kg     | Karlos Nasar · Bulharsko (BUL)     | 404 kg   | Yeison López · Kolumbie (COL)       | 390 kg   | Antonino Pizzolato · Itálie (ITA)                         | 384 kg   |
| 102 kg    | Liou Chuan-chua · Čína (CHN)       | 406 kg   | Akbar Džurajev · Uzbekistán (UZB)   | 404 kg   | Yauheni Cichancu · Individuální neutrální sportovci (AIN) | 402 kg   |
| 102+ kg   | Laša Talachadze · Gruzie (GEO)     | 470 kg   | Varazdat Lalajan · Arménie (ARM)    | 467 kg   | Gor Minasjan · Bahrajn (BRN)                              | 461 kg   |

### Ženy
| Kategorie | Zlato                                           | výsledek | Stříbro                            | výsledek | Bronz                                    | výsledek |
| 49 kg     | Chou Č-chuej · Čína (CHN)                       | 206 kg   | Mihaela Cambeiová · Rumunsko (ROM) | 205 kg   | Surodchana Khambaová · Thajsko (THA)     | 200 kg   |
| 59 kg     | Luo Š’-fang · Čína (CHN)                        | 241 kg   | Maude Charronová · Kanada (CAN)    | 236 kg   | Kuo Hsing-chun · Tchaj-wan (TPE)         | 235 kg   |
| 71 kg     | Olivia Reevesová · Spojené státy americké (USA) | 262 kg   | Mari Sánchezová · Kolumbie (COL)   | 257 kg   | Angie Palaciosová · Ekvádor (ECU)        | 256 kg   |
| 81 kg     | Solfrid Koandaová · Norsko (NOR)                | 275 kg   | Sara Ahmedová · Egypt (EGY)        | 268 kg   | Neisi Dajomesová · Ekvádor (ECU)         | 267 kg   |
| 81+ kg    | Li Wen-wen · Čína (CHN)                         | 309 kg   | Pak Hje-čong · Jižní Korea (KOR)   | 299 kg   | Emily Campbellová · Velká Británie (GBR) | 288 kg   |

## Přehled medailí
| Pořadí | Země                             | Zlato | Stříbro | Bronz | Celkově |
| ------ | -------------------------------- | ----- | ------- | ----- | ------- |
| 1.     | Čína                             | 5     | 0       | 0     | 5       |
| 2.     | Bulharsko                        | 1     | 0       | 1     | 2       |
| 2.     | Spojené státy americké           | 1     | 0       | 1     | 2       |
| 4.     | Gruzie                           | 1     | 0       | 0     | 1       |
| 4.     | Indonésie                        | 1     | 0       | 0     | 1       |
| 4.     | Norsko                           | 1     | 0       | 0     | 1       |
| 7.     | Thajsko                          | 0     | 2       | 1     | 3       |
| 8.     | Kolumbie                         | 0     | 2       | 0     | 2       |
| 9.     | Arménie                          | 0     | 1       | 0     | 1       |
| 9.     | Kanada                           | 0     | 1       | 0     | 1       |
| 9.     | Egypt                            | 0     | 1       | 0     | 1       |
| 9.     | Rumunsko                         | 0     | 1       | 0     | 1       |
| 9.     | Jižní Korea                      | 0     | 1       | 0     | 1       |
| 9.     | Uzbekistán                       | 0     | 1       | 0     | 1       |
| 15.    | Ekvádor                          | 0     | 0       | 2     | 2       |
| 16.    | Bahrajn                          | 0     | 0       | 1     | 1       |
| 16.    | Tchaj-wan                        | 0     | 0       | 1     | 1       |
| 16.    | Velká Británie                   | 0     | 0       | 1     | 1       |
| 16.    | Itálie                           | 0     | 0       | 1     | 1       |
| –      | Individuální neutrální sportovci | 0     | 0       | 1     | 1       |
| celkem | celkem                           | 10    | 10      | 10    | 30      |